# Ženijní skupinové velitelství V Náchod
Ženijní skupinové velitelství V Náchod byl výkonný orgán Ředitelství opevňovacích prací se sídlem v Náchodě, který ve druhé polovině 30. let 20. století řídil a organizoval výstavbu linie československého opevnění v severní části Orlických hor a na Náchodsku. Z celkem 125 objektů těžkého opevnění plánovaných v tomto úseku bylo postaveno 46 objektů.

## Základní informace
Ženijní skupinové velitelství V bylo zřízeno výnosem Ministerstva národní obrany 3. června 1936. Kanceláře velitelství a ubikace mužstva byly zřízeny ve druhém poschodí bývalé školy poblíž dnešního Karlova náměstí v Náchodě, garáže pro automobily byly pronajaty v obecním pivovaru. Velitelem byl ustanoven mjr. žen Ing. Bohumil Bláha.
Do působnosti ŽSV V Náchod spadala výstavba těžkého opevnění v 42 km dlouhém úseku, který začínal na jihu u Komářího vrchu v Orlických horách a vedl k severozápadu podél hranice po hřebeni Orlických hor a dále kolem Náchoda až k obci Chlívce západně od Hronova. Jeho součástí měly být tři tvrze, Skutina, Dobrošov a Jírová hora.
Protože se jednalo o velmi rozsáhlou oblast, došlo 16. dubna 1937 k oddělení východní části úseku (objekty N-S 1 až 42 na hřebenech v západní části Orlických hor), která byla předána do působnosti dočasně vytvořeného ŽSV VIII se sídlem v Deštném v Orlických horách. Po dokončení projekční přípravy k výstavbě těchto objektů byla činnost ŽSV VIII 15. května 1938 ukončena. Do působnosti ŽSV V Náchod byla naopak dodatečně převedena východní část úseku ŽSV VI Trutnov (Podúsek 1. / V. – Zbečník, objekty T-S 1a až T-S 20). Činnost ŽSV V v Náchodě byla ukončena v říjnu 1938.
Objekty ŽSV V Náchod mají ve svém evidenčním označení písmeno N (objekty N-S 1 až N-S 93b), případně písmeno T (objekty T-S 1 až T-S 20, přeřazené z úseku ŽSV VI Trutnov) nebo MD (objekty MD-S 1 a MD-S 2, dodatečně vložené v prostoru Malé Deštné).

## Stavební podúseky
Rozložení podúseků ve směru od východu na západ (odpovídající číslování objektů) je následující:
- objekty N-S 1 – N-S 20: podúseky 11. / V. a 12. / V. – Kunštát
- objekty N-S 21 – N-S 42 a MD-S 1, MD-S 2: podúseky 9. / V. a 10. / V. – Deštné
- objekty N-S 43 – N-S 47 a N-S 53 – N-S 59: podúsek 7. / V. – Sedloňov
- objekty N-Sk-S 48 – N-Sk-S 52a: podúsek 5. / V. – Skutina (dělostřelecká tvrz Skutina)
- objekty N-S 60 – N-S 69: podúsek 6. / V. – Borová
- objekty N-S 70a – N-S 71 a N-S 78 – N-S 85: podúsek 3. / V. – Polsko
- objekty N-D-S 72 – N-D-S 77a: podúsek 4. / V. – Dobrošov (dělostřelecká tvrz Dobrošov)
- objekty N-S 84 – N-S 93b: podúsek 2. / V. – Babí
- objekty T-S 1a – T-S 7 a T-S 16 – T-S 20: podúsek 1. / V. – Zbečník
- objekty T-JH-S 8 – T-JH-S 15: podúsek 8. / V. – Jírová Hora (dělostřelecká tvrz Jírová hora)

Níže rozepsány podúseky podle svých pořadových čísel, které odpovídají pořadí, v němž byly zadávány k výstavbě, ale nikoli jejich geografickému uspořádání.

### Podúsek 1. / V. – Zbečník
- Zadán: 18. května 1937
- Stavitel: Ing. Josef Filip, Praha
- Zadávací částka: 10 037 495,50 Kč

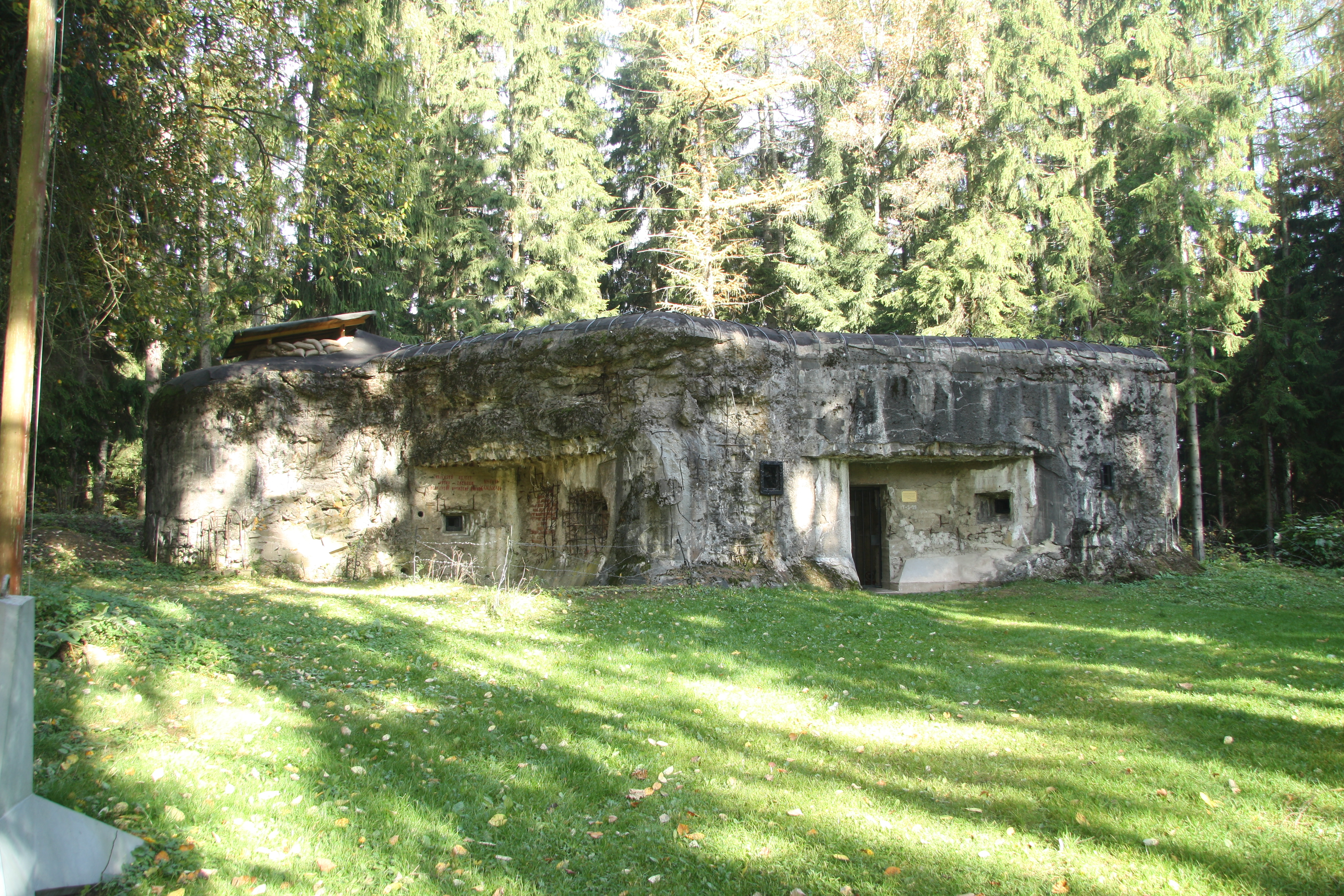
Pěchotní srub T-S 19 Turov

- Zadáno objektů: 9 (T-S 1a – 7, 19, 20)
- Postaveno objektů: 9 (T-S 1a – 7, 19, 20)

V rámci stavebního podúseku Zbečník bylo zadáno celkem 9 objektů, nacházejících se ve dvou oddělených částech. Jižní, tvořená objekty T-S 1a – T-S 7 začínala na kótě Signál nad vesnicí Slavíkov u Horní Radechové a končila severně od Zbečníku. Severní část představovala dvojice objektů T-S 19 a T-S 20 a tvořila uzávěr u vesnice Chlívce. Mezeru mezi těmito dvěma částmi měla později zaplnit sestava tvrze Jírová hora a trojice samostatných objektů T-S 16 – T-S 18. Kromě toho byl v rámci podúseku Zbečník zrušen původně plánovaný pěchotní srub T-S 3, který byl nahrazen objektem lehkého opevnění vzor 37.

#### Seznam objektů
- T-S 1a Kóta A
- T-S 1b Kóta B
- T-S 2 Studénka
- T-S 4 Na hřbetu
- T-S 5 U křížku
- T-S 6 Písník
- T-S 7 Lom
- T-S 19 Turov
- T-S 20 Na pláni

### Podúsek 2. / V. – Babí
- Zadán: 18. května 1937
- Stavitel: Lanna, a.s., Praha
- Zadávací částka: 10 058 503,25 Kč

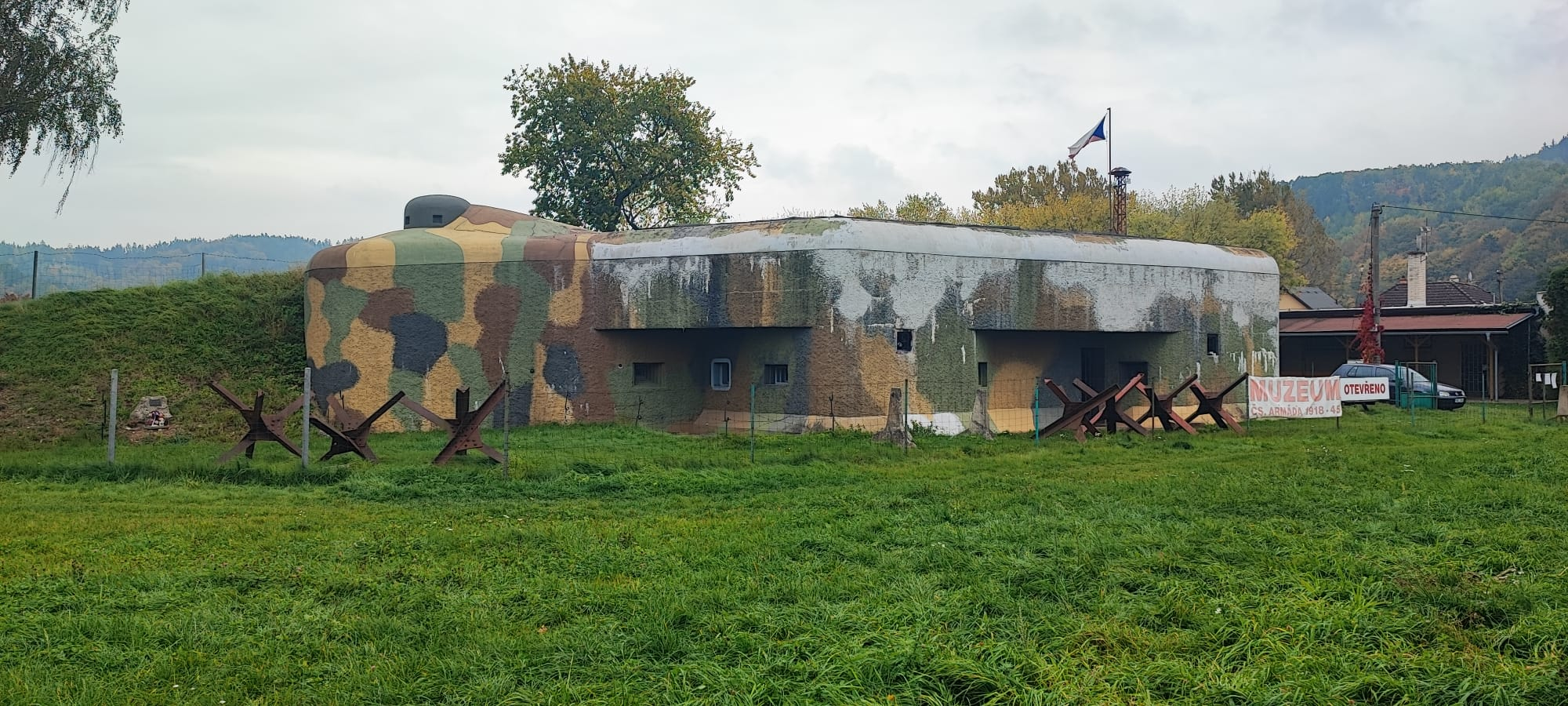
Pěchotní srub N-S 84 Voda

- Zadáno objektů: 10 (N-S 84, N-S 86–93b)
- Postaveno objektů: 10 (N-S 84, N-S 86–93b)

Podúsek Babí zahrnoval desítku objektů od N-S 84 v údolí Metuje po N-S 93b nad osadou Pavlišov. Mezeru v číslování představuje pěchotní srub N-S 85 Montace, který je zařazen k podúseku 3. / V. – Polsko. Zajímavostí podúseku Babí je pěchotní srub N-S 84 Voda, který je z důvodu vysoké hladiny podzemní vody postaven jako jednopatrový, bez spodního patra.

#### Seznam objektů
- N-S 84 Voda
- N-S 86 Havlíček
- N-S 87 Les
- N-S 88 Transformátor
- N-S 89 Dvoják
- N-S 90 Vodojem
- N-S 91 Rozhledna
- N-S 92 Bílá
- N-S 93a Vrcha 1
- N-S 93b Vrcha 2

### Podúsek 3. / V. – Polsko
- Zadán: 18. května 1937

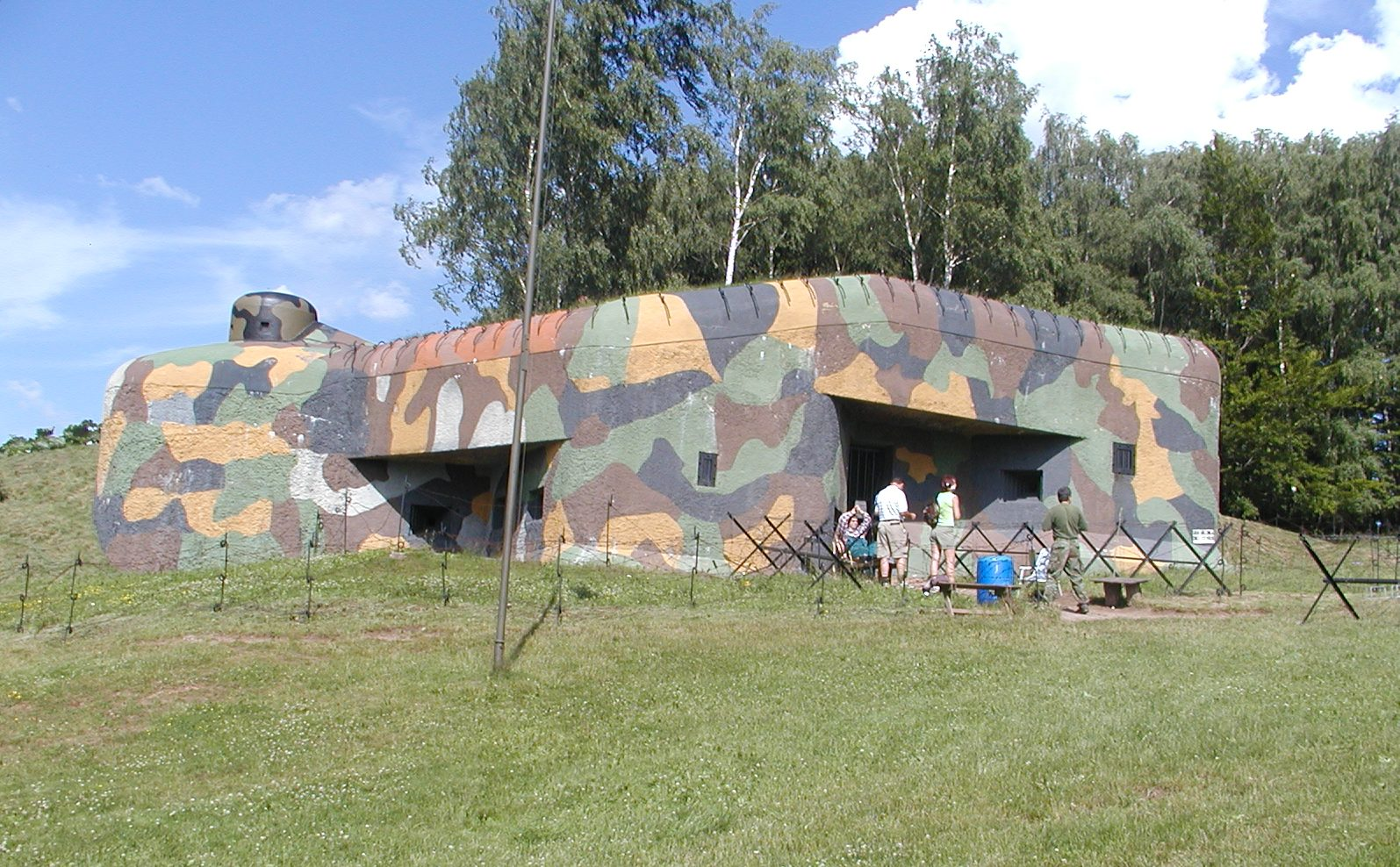
Izolovaný pěchotní srub N-S 82 Březinka zrekonstruovaný do původní podoby

- Stavitel: Ing. Rudolf Frič, Bratislava
- Zadávací částka: 10 893 987,95 Kč
- Zadáno objektů: 10 (N-S 70a–71, N-S 78–83, N-S 85)
- Postaveno objektů: 10 (N-S 70a–71, N-S 78–83, N-S 85)

Podúsek Polsko zahrnoval deset objektů v okolí tvrze Dobrošov, od N-S 70a u České Čermné po N-S 85 v údolí Metuje. Mezery v číslování představuje tvrz Dobrošov a pěchotní srub N-S 84 Voda, který je zařazen k podúseku 2. / V. – Babí.

#### Seznam objektů
- N-S 70a Josef
- N-S 70b Cyril
- N-S 71 V sedle
- N-S 78 Polsko
- N-S 79 Hrobka
- N-S 80 Jirásek
- N-S 81 Lom
- N-S 82 Březinka
- N-S 83 Lázně
- N-S 85 Montace

### Podúsek 4. / V. – Dobrošov
- Zadán: 29. června 1937
- Stavitel: Dr. Kapsa & Müller, Praha
- Zadávací částka: 33 557 057,80 Kč
- Zadáno objektů: 7 (N-D-S 72–77a)

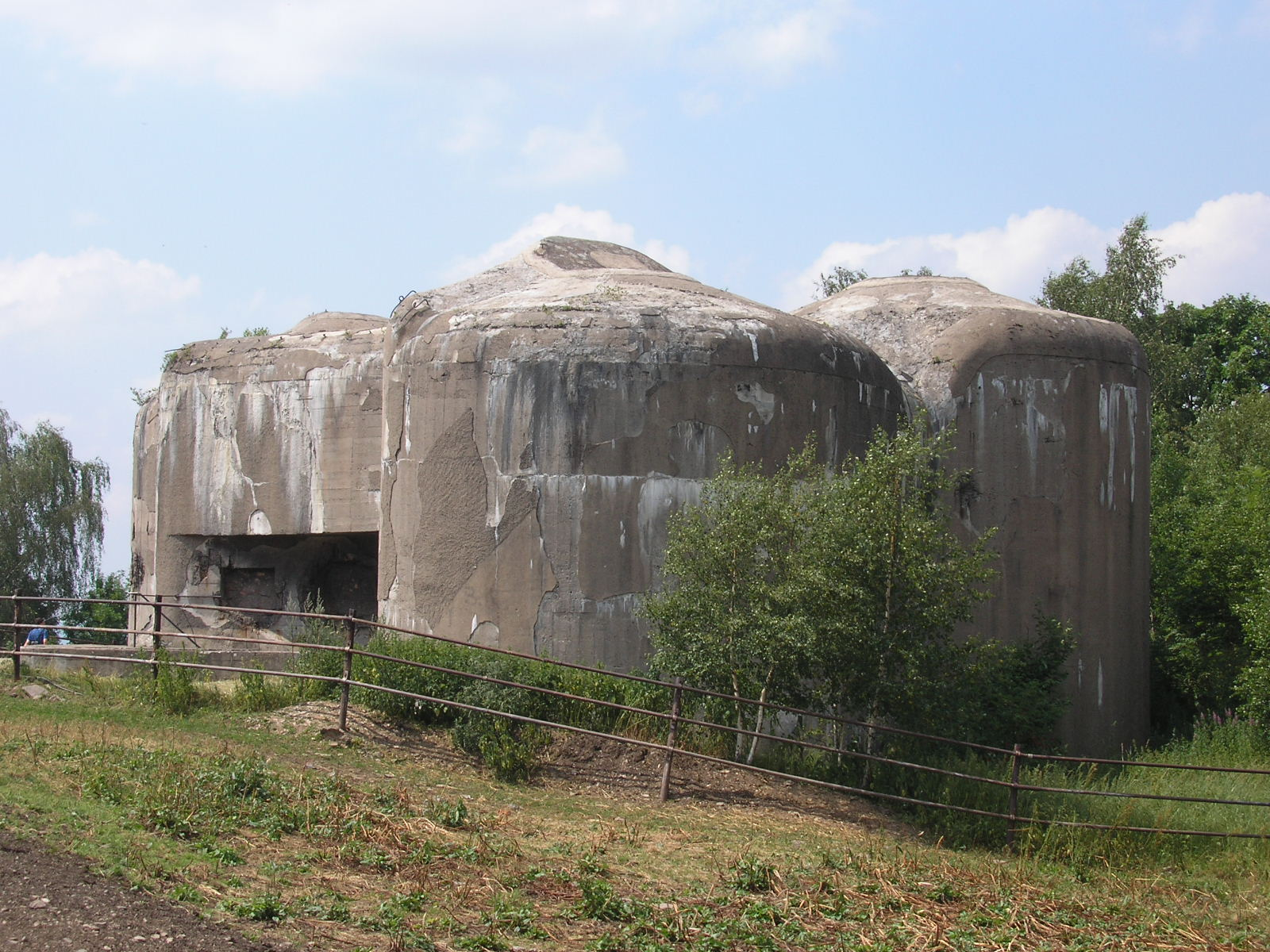
Tvrzový pěchotní srub N-S 73 Jeřáb

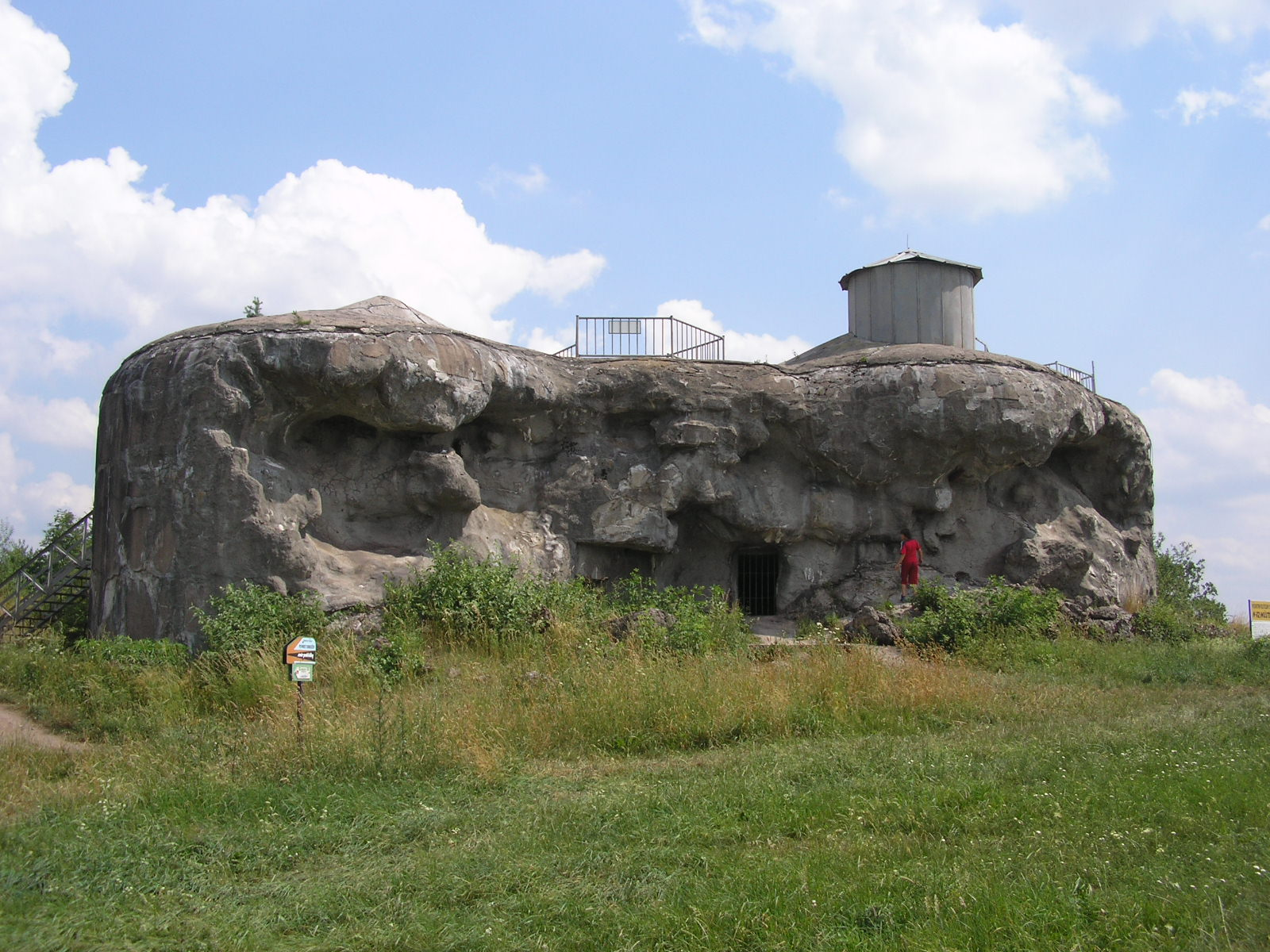
Tvrzový pěchotní srub N-S 72 Můstek, zdevastován od německých zkoušek zbraní

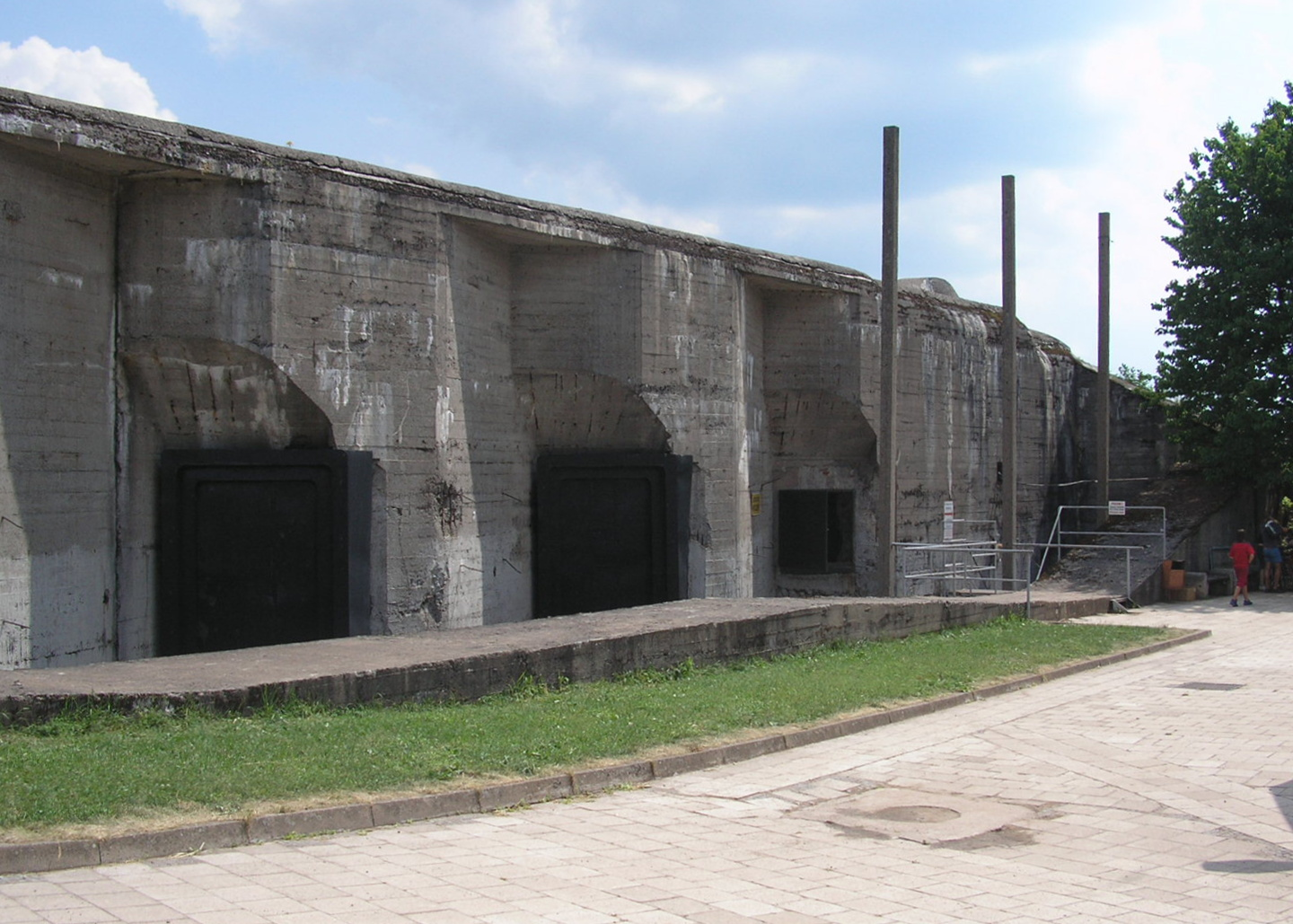
Tvrzový dělostřelecký srub N-S 75 Zelený

- Postaveno objektů: 3 (N-D-S 72, N-D-S 73, N-D-S 75)

#### Seznam objektů
Soustava tvrze Dobrošov
- N-D-S 72 Můstek
- N-D-S 73 Jeřáb
- N-D-S 74 Maliňák
- N-D-S 75 Zelený
- N-D-S 76 Amerika
- N-D-S 77 Kaplička
- N-D-S 77a Portál

### Podúsek 5. / V. – Skutina
- Zadán: 18. listopadu 1937

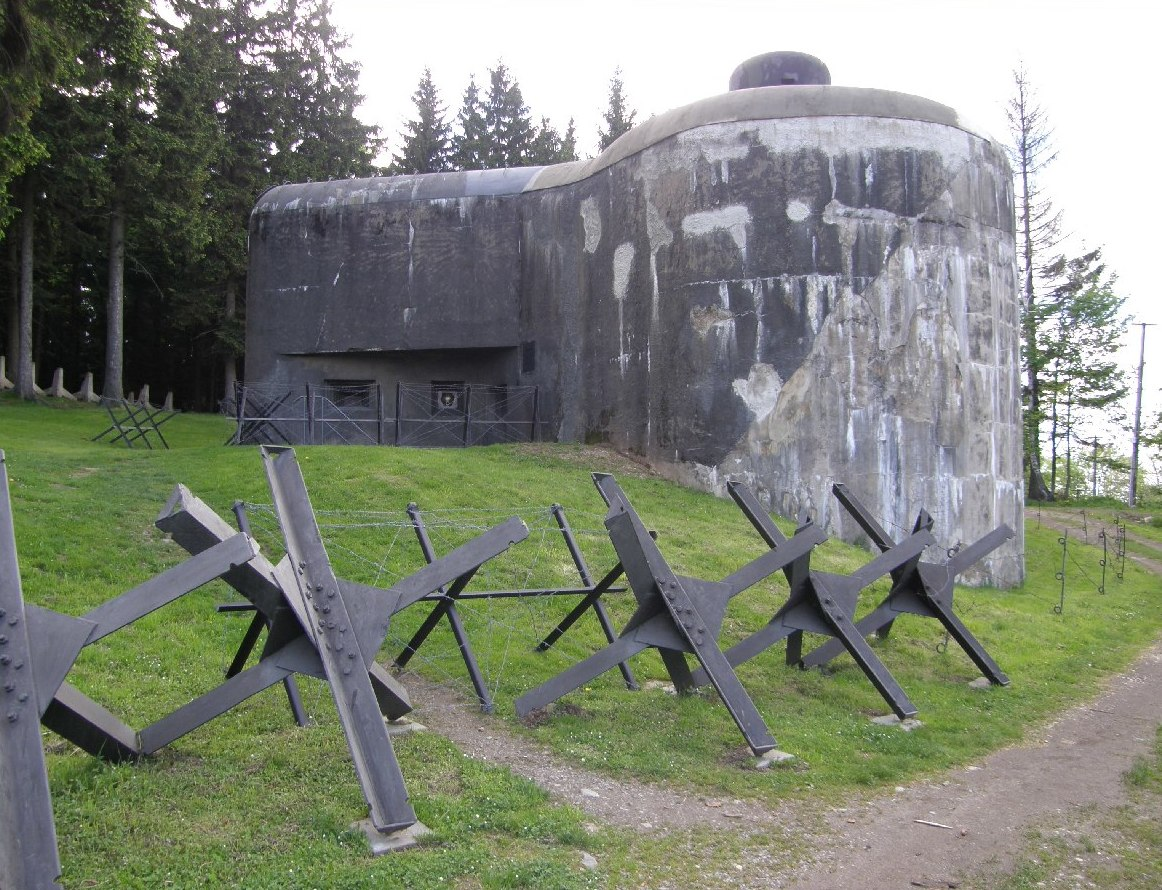
Tvrzový pěchotní srub N-S 48 U stodol

- Stavitel: Dr. Ing. Karel Skorkovský, Praha
- Zadávací částka: 31 843 990,40 Kč
- Zadáno objektů: 5 (N-Sk-S 48–52a)
- Postaveno objektů: 2 (N-Sk-S 48, N-Sk-S 49)

#### Seznam objektů
Soustava tvrze Skutina
- N-Sk-S 48 U stodol
- N-Sk-S 49 Pod lesem
- N-Sk-S 50 Na kótě
- N-Sk-S 51 Na mezi
- N-Sk-S 52 Bažina
- N-Sk-S 52a V lese

### Podúsek 6. / V. – Borová
- Zadán: 17. března 1938
- Stavitel: Ing. Václav Střebský, Plzeň
- Zadávací částka: 12 469 606,79 Kč
- Zadáno objektů: 11 (N-S 60–69)
- Postaveno objektů: 6 (N-S 60–64)

#### Seznam objektů
- N-S 60 Soused
- N-S 61 Chata
- N-S 62a Cesta
- N-S 62b Studna
- N-S 63 Louka
- N-S 64 Osada
- N-S 65 Pozorovatelna
- N-S 66 Stráň
- N-S 67 Dolina
- N-S 68 Paseka
- N-S 69 Celnice

### Podúsek 7. / V. – Sedloňov
- Zadán: 17. března 1938

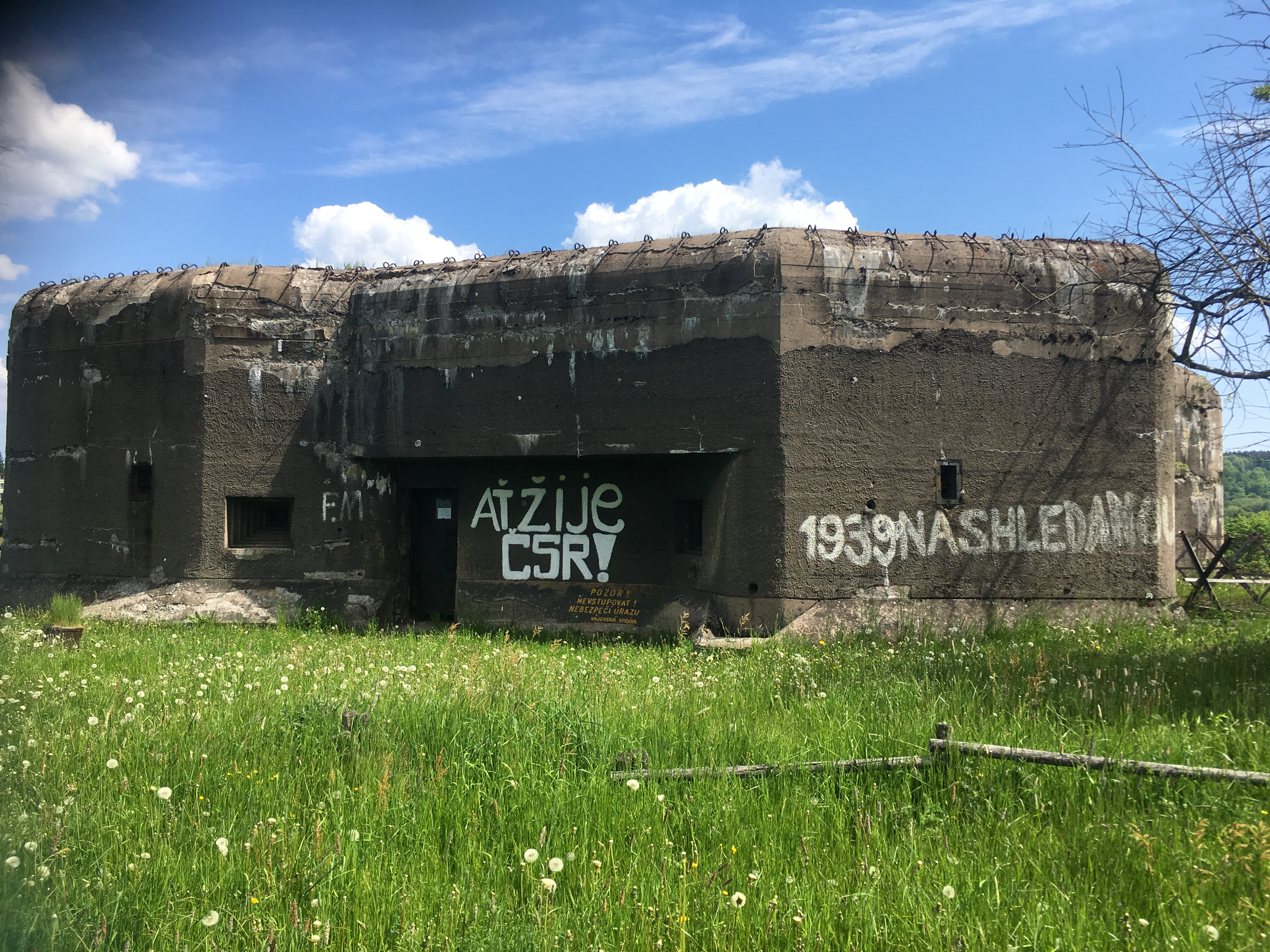
Pěchotní srub N-S 47 Jaroslav

- Stavitel: Dr. Ing. Karel Skorkovský, Praha
- Zadávací částka: 14 082 806,34 Kč
- Zadáno objektů: 12 (N-S 43–47, N-S 53–59)
- Postaveno objektů: 6 (N-S 43–47, N-S 53)

V rámci podúseku Sedloňov měly být do konce roku 1938 postaveny samostatné pěchotní sruby mezi západním úbočím Polomského kopce a kopcem Šibeník nad Novým Hrádkem (N-S 43 až 47, N-S 53 až 59). Jejich hlavním úkolem bylo zajistit obranu na západ od masívu Orlických hor, především dvojice silnic ve směru na Dobrušku: Olešnice v Orlických horách – Sedloňov – Dobruška a Olešnice v Orlických horách – Rzy – Dobruška. Obranu mělo zesilovat dělostřelectvo z tvrze Skutina, která byla rozestavěna severozápadně od Sedloňova.

#### Seznam objektů
- N-S 43
- N-S 44
- N-S 45 Polom
- N-S 46
- N-S 47 Jaroslav
- N-S 53 U chalupy
- N-S 54
- N-S 55
- N-S 56
- N-S 57
- N-S 58
- N-S 59

### Podúsek 8. / V. – Jírová Hora
- Zadán: Podúsek nebyl zadán, předpokládaný termín zadání byl v roce 1939.
- Stavitel: nevybrán
- Zadávací částka: neurčena
- Zadáno objektů: předpoklad 9 (T-JH-S 8–15)
- Postaveno objektů: 0

#### Seznam objektů
Soustava tvrze Jírová hora
- T-JH-S 8
- T-JH-S 9
- T-JH-S 10
- T-JH-S 11
- T-JH-S 12
- T-JH-S 13
- T-JH-S 14
- T-JH-S 14a
- T-JH-S 15

### Podúseky 9.–10. / V. – Deštné
- Zadán: Podúseky nebyly zadány, předpokládaný termín zadání byl v roce 1939.
- Stavitel: nevybrán
- Zadávací částka: neurčena
- Zadáno objektů: předpoklad 23 (N-S 21–42)
- Postaveno objektů: 0

Plánované objekty: N-S 21, N-S 22, N-S 23, N-S 24, N-S 25, MD-S 1, MD-S 2, N-S 26, N-S 27, N-S 28, N-S 29, N-S 30, N-S 31, N-S 32, N-S 33, N-S 34, N-S 35, N-S 36, N-S 37, N-S 38, N-S 39, N-S 40, N-S 41, N-S 42

### Podúseky 11.–12. / V. – Kunštát
- Zadán: Podúseky nebyly zadány, předpokládaný termín zadání byl v roce 1940.
- Stavitel: nevybrán
- Zadávací částka: neurčena
- Zadáno objektů: předpoklad 21 (N-S 1–20)
- Postaveno objektů: 0

Plánované objekty: N-S 1, N-S 2, N-S 3, N-S 4, N-S 5, N-S 6, N-S 7, N-S 8, N-S 9, N-S 10, N-S 11, N-S 12a, N-S 12b, N-S 13, N-S 14, N-S 15a, N-S 15b, N-S 16, N-S 17, N-S 17a, N-S 18, N-S 19, N-S 20